# Préfecture de Rabor
Pour les articles homonymes, voir Rabor (homonymie).

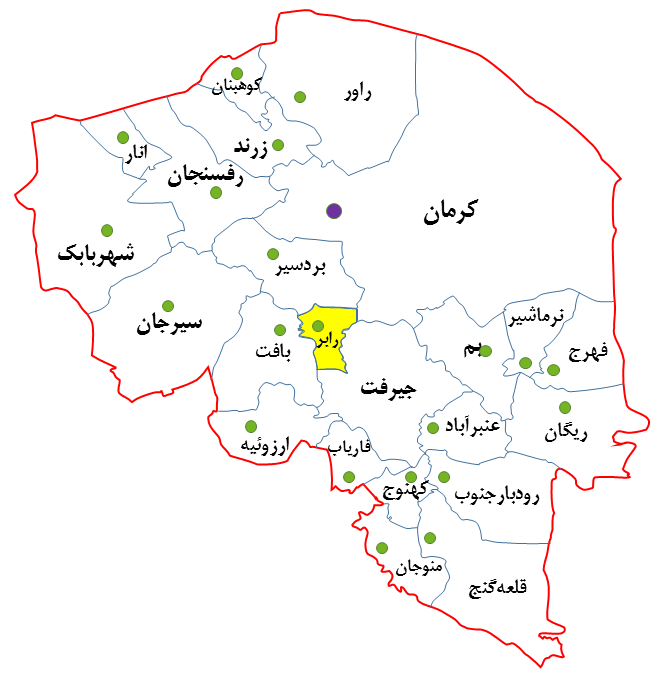
préfecture de Rabor

La préfecture de Rabor (en persan : شهرستان رابر) est l'une des 18 préfectures (shahrestān) de la province de Kerman (Iran).

## Géographie
Elle est composée de deux districts (bakhsh) : Central et Hanza. Son chef-lieu est la ville de Rabor.
En 2006, sa population s'élevait à 33 718 habitants.

## Histoire
La préfecture de Rabor a été créée en 2009. Son territoire était auparavant intégré à la préfecture de Baft.